# Julie Carmen
Julie Carmen (Millburn, 4 april 1954) is een Amerikaanse televisie- en filmactrice. Ze werd in 1991 genomineerd voor een Saturn Award voor haar rol in de horrorfilm Fright Night Part II.
Carmen volgde acteerlessen aan de Neighborhood Playhouse School of Theater te New York. In 1980 speelde ze in haar eerste bioscoopfilm: Night of the Juggler. Sindsdien speelde ze zowel in films als gastrollen in televisieseries als T.J. Hooker, Airwolf, Fame en Falcon Crest.

## Filmografie
- The Butcher (2007)
- Illegal Tender (2007)
- Angels with Angles (2005)
- Killer Snake (2004)
- King of the Jungle (2000)
- África (1996)
- In the Mouth of Madness (1994)
- Cold Heaven (1991)
- Kiss Me a Killer (1991)
- Paint It Black (1989) .
- The Last Plane from Coramaya (1989)
- Fright Night Part II (1988)
- Lovers, Partners & Spies (1988)
- The Penitent (1988)
- The Milagro Beanfield War (1988)
- Blue City (1986)
- Last Plane Out
- Der Mann auf der Mauer (1982)
- Comeback (1982)
- Gloria (1980)
- Night of the Juggler (1980)